# Frederick Bates

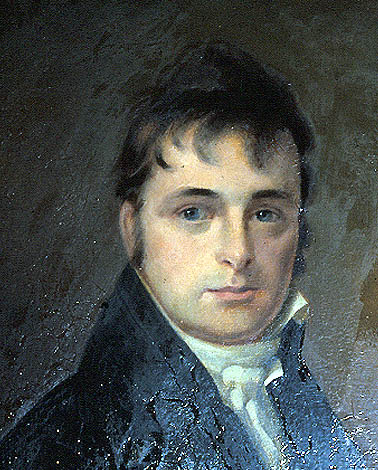
Frederick Bates

Frederick Bates (* 23. Juni 1777 in Belmont, Virginia; † 4. August 1825 in Chesterfield, Missouri) war ein US-amerikanischer Politiker und von 1824 bis 1825 der 2. Gouverneur von Missouri.

## Leben

### Frühe Jahre und politischer Aufstieg
Frederick Bates besuchte die örtlichen Schulen seiner Heimat. Später studierte er Jura. Außerdem interessierte er sich für die Klassik und die französische Literatur. Noch in seiner Heimat in Virginia begann seine politische Laufbahn. Er wurde Posthalter im Goochland County und stellvertretender Protokollführer am dortigen Bezirksgericht. Anschließend wurde er Richter im Michigan-Territorium. Bates war auch an der Aufdeckung der Verschwörung von Aaron Burr beteiligt.

### Aufstieg in Missouri
Nach seinem Umzug nach St. Louis im damaligen Louisiana-Territorium wurde Bates zwischen 1816 und 1813 Staatssekretär in diesem Gebiet. Außerdem hatte er verschiedene Ämter in der Landverwaltung dieses Territoriums inne. Zwischen 1807 und 1812 war er in seiner Eigenschaft als Staatssekretär mehrfach amtierender Territorialgouverneur des Louisiana-Territoriums. Dieses Amt bekleidete er auch im Jahr 1812, als die Umbenennung zum Missouri-Territorium erfolgte. Daher wird er in den Statistiken sowohl als letzter Gouverneur des Louisiana-Territoriums als auch als erster Gouverneur des Missouri-Territoriums geführt. Anschließend war er bis 1820 Staatssekretär in dem neuen Territorium. In dieser Zeit erwarb er einen etwa vier Quadratkilometer großen Landbesitz, den er Thornhill nannte und auf dem er auch begraben wurde.

### Gouverneur von Missouri
Am 2. August 1824 wurde Bates zum zweiten Gouverneur des 1820 entstandenen Bundesstaats Missouri gewählt. Er trat dieses Amt am 15. November 1824 an. In seiner Amtszeit wurde eine Straße von St. Louis nach Santa Fe in New Mexico geplant. Das ursprünglich den Indianern vorbehaltene Land ging in den Staatsbesitz über. Bates starb bereits am 4. August 1825, wahrscheinlich an einer Lungenentzündung. Mit seiner Frau Nancy Opie Ball hatte der Gouverneur vier Kinder. Frederick Bates war der Bruder von Edward Bates, der unter Präsident Abraham Lincolns zwischen 1861 und 1864 US-Justizminister war. Sein anderer Bruder James vertrat das Arkansas-Territorium als Delegierter im Repräsentantenhaus.